# El despertar de los vampiros
El despertar de los vampiros (título original en francés: Sang pour sang, le réveil des vampires, traducción literal: Sangre por sangre, el despertar de los vampiros) es una monografía ilustrada sobre la historia cultural, el folclore y la literatura de los vampiros. La obra es el 31.º volumen de la colección enciclopédica «Biblioteca de bolsillo Claves», escrita por el especialista en mitos de vampiros Jean Marigny, y publicada por la editorial barcelonesa Ediciones B en 1999. La edición original en francés fue publicada por la editorial parisina Éditions Gallimard en 1993, como el 161.º volumen de su colección «Découvertes Gallimard».

## Origen
La obra fue originalmente una reacción a la película Drácula de Francis Coppola. Después de la película, la cobertura de los medios en torno a los vampiros estaba en pleno apogeo y Gallimard, para su colección «Découvertes», estaba buscando un autor para escribir un libro sobre vampiros. Fue Jean Marigny, destacado por su disertación sobre vampiros en la literatura anglosajona, quien sería elegido. Después de unas semanas de trabajo intensivo para hacer coincidir el lanzamiento del libro con el lanzamiento de la película en Francia (en 1993), nació Sang pour sang. Fue un éxito inmediato que el libro vendiera 130 000 copias y se reimprimiera varias veces. Ha sido traducido al chino tradicional y simplificado, esloveno, español, inglés británico y estadounidense, japonés, ruso y surcoreano. En 2010 salió una edición revisada y actualizada, impulsada por el éxito de la serie Crepúsculo.

## Introducción y sinopsis
Esta obra en formato de bolsillo (125 × 178 mm) forma parte de la serie Culture et société (anteriormente perteneciente a la serie Traditions) de la colección «Découvertes Gallimard». Según la tradición de «Découvertes», esta colección se basa en una abundante documentación iconográfica y una forma de dialogar entre la iconografía documental y el texto, enriquecida por la impresión sobre papel cuché. En otras palabras, «monografías auténticas, editadas como libros de arte». Es casi como una «novela gráfica», llena de láminas a color.
Aquí el autor recorre en cuatro capítulos la historia y evolución de esta criatura en la leyenda y la literatura, desde la antigüedad hasta las calles iluminadas de Londres: los orígenes del mito, la referencia a la mitología griega en particular, la confusión con los no muertos, miedos ligados a la peste en la Edad Media... (cap. I: «El amor por la sangre», pp. 13–29); la Iglesia reconoce oficialmente la existencia de los no muertos (cap. II: «La consagración del vampiro», pp. 31–43); la edad de oro del vampiro está en el siglo de las Luces, donde tales creencias deberían prohibirse (cap. III: «La edad de oro del vampirismo», pp. 45–63); luego, en la época victoriana, el vampiro se convierte en un personaje indiscutible de los teatros y la vida nocturna (cap. IV: «El despertar del vampiro», pp. 65–95). No es Drácula de Bram Stoker, pero El vampiro de John Polidori es la primera historia moderna de vampiro publicada. Por lo tanto, Sang pour sang está dedicado a este escritor romántico.
Marigny explica en el libro que Stoker se inspiró en Carmilla de Sheridan Le Fanu para su propia novela. El libro aborda, entre otros temas, el culto a la sangre, Vlad el Empalador, la condesa Báthory, las supersticiones, la reacción de la Iglesia al vampirismo, vampiros en el cine y el asunto de vampirismo más increíble en el cementerio de Highgate de Londres, en los años 1970. La segunda parte del libro, la sección de los «testimonios y documentos», contiene una recopilación de extractos divididos en siete partes.

## Recepción
El sitio web Babelio otorga al libro una calificación promedio de 3.85 sobre 5, basada en 31 calificaciones. En el sitio web Goodreads, el libro obtiene un promedio de 3.96/5 basado en 50 calificaciones; y un promedio de 7.9/10 basado en 12 calificaciones, en el sitio web SensCritique, lo que indica «opiniones generalmente positivas».
En el periódico Le Monde, un autor anónimo cree que la obra es «un librito muy bonito, muy informativo y muy lúdico, vademécum en la tierra de los bebedores de sangre».
En el sitio web Vampirisme, la reseña dice: «Esta obra de Jean Marigny, publicada en 1993, es un modelo en su género. Aquí, el autor traza la cronología del mito de los vampiros, desde la antigüedad hasta nuestros días. [...] La obra también está muy bien documentada, muy bien ilustrada y adornada con los apéndices más interesantes, ya sean anécdotas sobre Drácula, retranscripción de los informes más famosos que confirman la existencia de vampiros, extractos de novelas y poesía, incluso de oraciones para cazar vampiros. En definitiva, si quieres profundizar en el tema y aprender más sobre la vampirología, este es el libro para ti.»
En la revista en línea Le Salon Littéraire, Matthieu Buge escribió una crítica positiva: «Con abundantes ilustraciones y documentos, Jean Marigny explica con sencillez los múltiples orígenes de lo que un día se convertiría en el Conde Drácula. [...] El vampiro es un personaje tan frecuente en las ficciones literarias y audiovisuales de los dos siglos anteriores que nos resulta casi demasiado familiar y es posible que tendamos a no hacernos preguntas sobre él. Con una gran cantidad de documentos de varias épocas, Jean Marigny redescubre con placer muchos detalles fascinantes de la construcción de la leyenda, sus manantiales y sus propagadores, en un libro accesible, sintético y completo como cualquier buen "Découvertes Gallimard".»